# Kyriakos Athanasiou
Kyriakos Athanasiou (Grieks: Κυριάκος Αθανασίου; 7 februari 1995) is een Cypriotisch voetbalscheidsrechter. Hij is in dienst van FIFA en UEFA sinds 2022. Ook leidt hij wedstrijden in de A Divizion.
Op 13 juli 2023 leidde Athanasiou zijn eerste wedstrijd in Europees verband, tussen Pjoenik Jerevan en Narva Trans in de eerste voorronde van de UEFA Europa Conference League; het eindigde in 2–0 en de scheidsrechter gaf één speler geel. Zijn eerste interland floot hij op 12 januari 2024, toen Zweden met 2–1 won van Estland door doelpunten van Sebastian Nanasi en Isaac Thelin en een tegentreffer van Kevor Palumets. Tijdens deze wedstrijd deelde Athanasiou aan drie spelers een gele kaart uit.

## Interlands
| Datum           | Plaats              | Wedstrijd             | Uitslag | Competitie        | Kreeg geel | Kreeg voor de tweede keer geel en dus rood | Weggestuurd |
| --------------- | ------------------- | --------------------- | ------- | ----------------- | ---------- | ------------------------------------------ | ----------- |
| 12 januari 2024 | Paphos, Cyprus      | Zweden – Estland      | 2 – 1   | Vriendschappelijk | 3          | 0                                          | 0           |
| 4 juni 2024     | Luzern, Zwitserland | Zwitserland – Estland | 4 – 0   | Vriendschappelijk | 1          | 0                                          | 0           |

Laatst bijgewerkt op 26 juni 2024.